# Lampona macilenta
Lampona macilenta is een spinnensoort uit de familie Lamponidae. De soort komt voor in Zuid-Australië.